# Guerres Dzoungars-Kazakhs
Les guerres kazakho-dzoungares sont une série de conflits armés entre le khanat kazakh ou les Jüz kazakhs et le khanat dzoungar entre 1643 et 1756, dans lesquels la stratégie des Dzoungars était de prendre des territoires au khanat kazakh.